# GoGo Stop
GoGo Stop is een Belgisch televisieprogramma, dat sinds 2007 op Ketnet te zien is. Het wordt gepresenteerd door Ketnet-wrapper Peter Pype. De assistente, die nooit te zien is maar wier stem elke aflevering de spelregels uitlegt, heet Marianne. Momenteel is er slechts één seizoen opgenomen en uitgezonden.

## Puntentotaal
De hele week nemen drie basisscholen het tegen elkaar op. Na elke aflevering wordt het puntentotaal toegevoegd. Wie na de vrijdagavondaflevering de meeste punten heeft, is de winnaar. De winnaars winnen een optreden van de Junior Eurosong-winnaar van 2007: Trust.

## Spelregels
Er zijn dertig plasmaschermen, verspreid over 6 rijen, waar je voorbij moet vooraleer je beneden bent. Bij een juiste vraag mag je een scherm kiezen en dat zegt of je door mag, of je moet stoppen, welke richting je uit moet, of je moet terugkeren naar je oorspronkelijke scherm, of je naar helemaal boven moet terugkeren.
Wie tijdens de eerste ronde helemaal beneden is, krijgt 25 punten. Wie tijdens de tweede ronde helemaal beneden is, krijgt 50 punten. Diegene die na twee rondes de meeste punten krijgt, mag het eindspel spelen.

## Het eindspel
Dit is een individueel spel ; de uitslag hiervan heeft niets te maken met het puntentotaal. De eindwinnaar van de dag speelt dit spel. Er zijn 5 vragen over elk een andere categorie (voeding, sport, techniek, wetenschap,...). Je hebt 60 seconden om op deze JUIST OF FOUT-vragen te antwoorden. Bij elk goed antwoord win je een prijs: met als hoofdprijs een reis naar Disneyland Parijs.